# Nagold (stad)
Nagold is een plaats in de Duitse deelstaat Baden-Württemberg, en maakt deel uit van het Landkreis Calw.
Nagold telt 22.672 inwoners.

## Geografie
Nagold ligt aan de noordrand van het Zwarte Woud in een verbreding het dal van de Nagold aan de samenvloeiing met de Waldach. De stad ligt op de rechteroever. Op de tegenoverliggende oever ligt de Schlossberg met de burchtruïne Hohennagold.
In de dalen zijn er overwegend weilanden, de steile valleiwanden zijn bebost en op de hoogste delen wordt aan akkerbouw gedaan.

## Geboren
- Stefan Dörflinger (1949), motorcoureur
- Rolf Benz (1933), meubelstoffeerder, ondernemer, stichter van Rolf Benz AG &Co.KG

Altensteig ·
Althengstett ·
Bad Herrenalb ·
Bad Liebenzell ·
Bad Teinach-Zavelstein ·
Bad Wildbad ·
Calw ·
Dobel ·
Ebhausen ·
Egenhausen ·
Enzklösterle ·
Gechingen ·
Haiterbach ·
Höfen an der Enz ·
Nagold ·
Neubulach ·
Neuweiler ·
Oberreichenbach ·
Ostelsheim ·
Rohrdorf ·
Schömberg ·
Simmersfeld ·
Simmozheim ·
Unterreichenbach ·
Wildberg